# Hirepan Maya Martínez
Hirepan Maya Martínez es un político, editor y promotor cultural mexicano, que como miembro del partido Movimiento Regeneración Nacional (Morena). Fue diputado federal para periodo de 2018 a 2021.

## Reseña biográfica
Hirepan Maya Martínez tiene estudios hasta nivel de secundaria. Durante gran parte de su vida se ha desempeñado como promotor cultural y editor independiente, llegando a ocupar el cargo de coordinador de Casas de la Cultura en el estado de Michoacán. 
Es vicepresidente de la Fundación Cultural Ramón Martínez Ocaranza, A.C. y en 2014 ocupó el cargo de coordinador general de las Jornadas Ramonianas en Michoacán.
Miembro fundador de Morena en el estado de Michoacán en 2012, fue miembro del consejo estatal del partido en el estado. En 2018 fue postulado y electo diputado federal por la vía plurinominal, ocupando el cargo en laa LXIV Legislatura en el grupo parlamentario de Morena. En la Cámara de Diputados fue secretario de la comisión de Cultura y Cinematografía; e integrante de la comisión de Ciencia, Tecnología e Innovación; y de la comisión de Federalismo y Desarrollo Municipal.
El 10 de marzo de 2021 cobró notoriedad en los medios comunicación, pues mientras hacía uso de la palabra en el Palacio Legislativo de San Lázaro durante la discusión de la legalización del uso lúdico del cannabis, armó un cigarrillo con esta planta para manifestar su apoyo a la aprobación de dicha ley.